# Itarsi
Itarsi è una suddivisione dell'India, classificata come municipality, di 93.783 abitanti, situata nel distretto di Hoshangabad, nello stato federato del Madhya Pradesh. In base al numero di abitanti la città rientra nella classe II (da 50.000 a 99.999 persone).

## Geografia fisica
La città è situata a 22° 37' 0 N e 77° 45' 0 E e ha un'altitudine di 303 m s.l.m.

## Società

### Evoluzione demografica
Al censimento del 2001 la popolazione di Itarsi assommava a 93.783 persone, delle quali 48.954 maschi e 44.829 femmine. I bambini di età inferiore o uguale ai sei anni assommavano a 11.731, dei quali 6.105 maschi e 5.626 femmine. Infine, coloro che erano in grado di saper almeno leggere e scrivere erano 70.796, dei quali 39.746 maschi e 31.050 femmine.